# Pîsarivka, Novopskov
Pîsarivka (în ucraineană Писарівка) este un sat în comuna Rîbeanțeve din raionul Novopskov, regiunea Luhansk, Ucraina.

## Demografie
Componența lingvistică a localității Pîsarivka
     Ucraineană (94,73%)
     Rusă (5,27%)
Conform recensământului din 2001, majoritatea populației localității Pîsarivka era vorbitoare de ucraineană (94,73%), existând în minoritate și vorbitori de rusă (5,27%).